# بنی‌مخزوم
بنی‌مخزوم (به عربی: بنو مخزوم) شاخه‌ای از قبیله قریش و از فرزندان مخزوم بن یقظه بن مره بن کعب بن غالب بن فهر بودند. ایشان سپاهی‌گری قریش را انجام می‌دادند.

## تبارشناسی
بنی مخزوم به تبار مخزوم بن یقظه بن مره بن کعب بن لوی بن غالب بن فهر بن مالک بن نضر بن کنانه بن خزیمه بن مدرکه بن الیاس بن مضر بن نزار بن معد بن عدنان گفته می‌شود. که نسب آنها در جد ششم پیامبر، مره بن کعب، با هم مشترک است. مخزوم فرزندانی به نام عمر، عامر، عمران و عمیره داشت.

## پیش از اسلام
آن‌ها پیش از اسلام در شهر مکه، در همسایگی مسجدالحرام در دامنه کوه صفا ساکن بودند. برخی از درب‌های مسجدالحرام به نام باب بنی‌مخزوم خوانده می‌شوند.

## نامداران
- فاطمه بنت عمرو
- ابوجهل
- ولید بن مغیره
- خالد بن ولید
- ابو سلمه
- ام سلمه
- عکرمه بن ابی‌جهل
- ام حکیم بنت حارث بن هشام
- ولید بن ولید
- مهاجر بن ابی‌امیه
- ابراهیم بن هشام